# The Black Eyed Peas
The Black Eyed Peas är en amerikansk hiphop-grupp från Los Angeles. De slog igenom 2003 med låten Where Is The Love? från albumet Elephunk. År 2005 släppte de ett nytt album, vid namn Monkey Business, som gjorde succé över hela världen. Nästa album, The E.N.D., släpptes under 2009. På albumet finns bland annat I Gotta Feeling som låg 1:a på Sverigetopplistan vecka 37–39 samt vecka 41 2009.
De har bland annat samarbetat med David Guetta, Christina Aguilera och Justin Timberlake samt gjort musik till konsolspelet The Urbz: Sims in the City.

## Historik
Black Eyed Peas bildades 1995, då William "Will.i.am" Adams och Allan "Apl.de.ap" Pineda kom i kontakt med varandra.
De fick sina första spelningar i Los Angeles med omnejd. Vid den tiden kallade sig gruppen för ATBAN Klann (A Tribe Beyond a Nation). Trots att musiken var populär gick det knackigt för bandet. De var nära att få ett kontrakt med skivbolaget Ruthless Records, men det blev inte av.
Kvartetten debuterade med "Behind the front" (1998). Musikaliskt var de inspirerade av The Roots. De rimmade ihop med ett liveband och samplade musik. 
På ett av debutalbumets spår ("Love Won't Wait") medverkade den blivande soulstjärnan Macy Gray. Gray medverkade även på bandets andra album, Bridging The Gap (2001), där fick hon också sällskap av fler gästmusiker, bland andra Esthero och Wyclef Jean.

### Genombrott

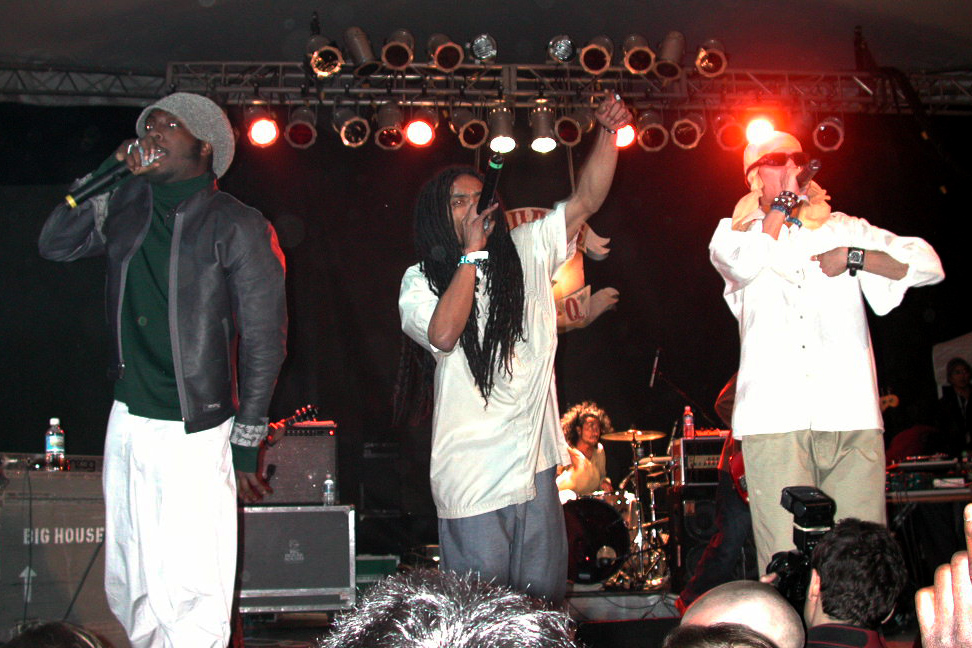
Black Eyed Peas, 2001

Det slutliga genombrottet för bandet kom med deras tredje album, sångerskan Kim Hill hade vid det laget ersatts av sångerskan/rapparen Fergie. Den första singeln "Where Is The Love?", med gästsångaren Justin Timberlake blev etta på Storbritanniens lista. Den blev även en topp10-hit i USA och i Sverige fick den höga listplaceringar. Låten skrevs som en reaktion på terrordåden den 11 september 2001 Även andrasingeln "Shut Up" gick bra. Låten, som är upptempo, handlar om ett relationsdrama. Förutom Justin Timberlake gästar Papa Roach, Macy Gray, Wyclef Jean, Mos Def, De La Soul och Travis Barker (från Blink-182) på skivan "Elephunk". Black Eyed Peas var även med på klimatkonserten Live Earth. 
Black Eyed Peas innovativa hiphop tilltalar musiklyssnare världen över. Albumet Elephunk blandar funk, soul, rock, reggae och pop. Gruppen närmar sig i och med Elephunk popgenren. Från att ha varit ett band med relativt smal publik gör Black Eyed Peas musik som är mer mainstream.
Frågor ställs i texterna: "Vad är det för fel på världen vi lever i?" och "Lever du som du lär?". Man kan se "Where Is The Love?" som en anklagelse eller protest mot det våld och den besinningslösa terror som drabbar oskyldiga människor.

## Medlemmar (sedan 2003)
- will.i.am (William Adams)
- Fergie (Stacy Ferguson)
- Apl.de.ap (Allan Pineda Lindo)
- Taboo (Jaime Gomez)

## Diskografi

### Studioalbum
- 1998 - Behind the Front
- 2000 - Bridging the Gap
- 2003 - Elephunk
- 2005 - Monkey Business
- 2009 - The E.N.D.
- 2010 - The Beginning
- 2018 - Masters of the Sun Vol. 1

### Singlar (urval)
- 1998 - Fallin' Up
- 1998 - Joints & Jam
- 1998 - Karma
- 1998 - ¿Que Dices?
- 1998 - Head Bobs
- 2000 - BEP Empire
- 2000 - Weekends
- 2001 - Request + Line
- 2001 - Get Original
- 2001 - BEP Empire (311 remix)
- 2003 - Where Is the Love?
- 2003 - Shut Up
- 2004 - Hey Mama
- 2004 - Let's Get It Started
- 2004 - The APL Song
- 2005 - Don't Phunk with My Heart
- 2005 - Don't Lie
- 2005 - My Humps
- 2006 - Pump It
- 2006 - Like That
- 2006 - Dum Diddly
- 2006 - Gone Going
- 2006 - Boyfriend
- 2006 - More
- 2009 - Boom Boom Pow
- 2009 - I Gotta Feeling
- 2009 - Meet Me Halfway
- 2009 - Imma Be
- 2010 - Rock That Body
- 2010 - The Time (Dirty Bit)
- 2010 - Do it like this
- 2011 - Just Can't Get Enough
- 2011 - Don't Stop The Party